# 독 (사용자 인터페이스)
독(Dock)은 애플의 OS X에서 사용되는 그래픽 사용자 인터페이스중 일부로 응용 프로그램을 실행하거나 변경할 때 사용된다. 또한 독은 OS X의 모태가 된 넥스트스텝과 OPENSTEP 운영 체제에서 사용된 기능이다.
NeXTSTEP과 OPENSTEP에서의 독에는 자주 사용되는 응용 프로그램들의 아이콘이 들어있어서 이를 누르면 응용 프로그램이 실행되었다. 작업 공간 관리자와 휴지통은 항상 나타나 있다. 실행 중인 응용 프로그램 아래에는 생략 부호(…)가 나타나 있다. (OS X에서는 삼각형이나 점으로 표시한다.)
OS X에서는 운영 체제에 있는 응용 프로그램이나 파일들의 저장고 역할을 한다. 독 안에 들어있는 항목의 수에 따라서 크기가 동적으로 변하므로 많은 수의 항목을 가질 수 있다. 그리고 마우스 커서가 오면 해당 부분이 자연스럽게 확대되어서 많은 항목들도 편리하게 확인할 수 있다. 기본적으로는 화면 아래 가운데 쪽에 위치하지만 설정에 따라서 왼쪽이나 오른쪽에 위치할 수도 있다. 서드 파티 응용 프로그램을 통해서는 위쪽에도 둘 수 있고 가운데가 아니라 한 쪽에 치우치게 둘 수도 있다. 원래 독에 등록되어 있지 않은 응용 프로그램도 실행되면 아이콘이 독에 생긴다. 그리고 응용 프로그램이 종료될 때까지 남아 있다. 또한 원한다면 설정을 통해서 독의 항목으로 등록할 수도 있고, 등록된 항목을 밖으로 빼내서 제거할 수도 있다. 이런 기능은 원래 NeXT 운영 체제의 독은 해상도에 의존적이기 때문에 생긴 제약을 벗어난 것이다. 이러한 기능은 원래 NeXTSTEP에는 선반 기능이 없어서 OS X에 들어간 것이다. (일부 선반 기능은 파인더에서 구현되어 있다.)
독의 기능적인 변화는 MessagePad2x00 시리즈 등에서 찾을 수 있는 애플의 뉴턴 OS의 버튼 바와 비슷하다. Extras Drawer에 파인더에서처럼 응용 프로그램들을 끌어다 넣고 뺄 수 있다. 또한 화면이 가로방향으로 바뀌면 OS X의 독처럼 버튼 바의 위치를 왼쪽이나 오른쪽으로 바꿀 수 있다.
OS X의 독은 또한 확장 메뉴를 가지고 있어서 응용 프로그램을 화면에 보이게 하지 않고도 관리할 수 있다. 대부분의 응용 프로그램에는 기본적인 옵션인 종료, 독에 유지하기, 독에서 제거하기 등 뿐만 아니라 iTunes에서 음악 재생이나 음량을 조절할 수 있는 것과 같은 프로그램의 특성에 따른 옵션들이 있다. 이러한 옵션들은 마우스의 오른쪽 클릭을 누르면 볼 수 있다. 만약 버튼이 하나 밖에 없다면 버튼을 계속 누르거나 Ctrl 키와 함께 누르면 메뉴가 나온다.

## 복제물
오브젝트 독이나 로켓 독과 같이 독을 재현하는 프로그램들이 많이 생기고 있다. 초기의 맥 OS (OS X 이전)에는 독이 없었지만 A-dock과 같은 추가 기능으로 독을 사용할 수 있었다.
리눅스나 BSD에는 다양한 버전의 독이 있다. 윈도 메이커라는 것은 NeXTSTEP의 그래픽 사용자 인터페이스의 룩 앤드 필을 재현한다. 그놈에는 그놈독(GnomeDock)이 있고, KDE에는 KXDocker와 같은 것들이 있다. 애프터스텝에는 Wharf가 있고, 인라이트먼트 기반의 리눅스 배포판인 gOS와 같은 것에는 iTask NG가 있으며 블랙박스에는 슬릿(Slit)이 있다.
Mac4Lin은 그놈 사용자가 독을 포함한 OS X의 환경을 느끼게 해준다.
윈도우 비스타에서는 마이크로소프트가 소개하는 독앱(Dockapp)이 있어서 윈도우 사이드바에서 독을 사용할 수 있다.

## 비판
독은 다양한 관점에서 비판을 자주 받는다. 독은 원래 OS X에서 처음 제공된 것이지만, 다른 운영 체제에 독을 적용하면서 비판이 일었다.
애플에서 1980년대부터 맥 OS X이 개발되기 전인 1990년대까지 유용성 고문으로 일했던 Bruce Tognazzini는 2001년에 그가 독에서 본 10가지 문제점에 대한 논설을 썼다. 그 글은 2004년에 수정되면서 원래 있던 두 가지는 없어지고 새로운 한 가지가 추가되었다. 그가 이야기 한 것 중 하나는 자동 숨기기 기능이 없다면 기본적으로 사용하는 공간이 많다는 것이다. 또한 독에 있는 아이콘에 마우스를 올리면 이름만 나오는 것에 대한 이야기도 했다. 만약 하나의 파일 종류에 해당하는 여러 파일 바로가기가 있다면 사용자가 아이콘을 임의로 바꾸지 않는다면 마우스로 확인하기 전까지는 구분하기 힘들다는 이야기도 있다. Tognazzini는 또한 독에 항목을 추가하고 삭제하는 것에 대해서 잘 모르는 사용자들이 독에서 아이콘을 빼내었다면 다시 파인더에서 찾아서 다시 넣어야 된다고 비판했다. 그는 이러한 "객체 사라짐"은 나쁜 동작이라고 했다.
Ars Technica를 쓴 John Siracusa는 2000에 맥 OS X 퍼블릭 베타에 있는 독에 관해서 몇 가지를 지적했다. 그는 독이 가운데 있으면 아이콘이 등록되고 제거될 때마다 다른 아이콘들의 위치가 바뀐다고 지적했다. 그 이듬해에 맥 OS X 10.0의 리뷰에서는 작업이 사용자 인터페이스 요소보다 최소화된 아이콘과 프로그램들을 사용하기에 최적화되어야 된다고 했다. Siracusa는 맥 OS X 10.5 이후의 독에 대해서 반사가 되는 삼차원 독과 같은 예뻐 보이기 위한 요소 등에 의해서 사용자의 편의성이 희생되었다고 했다.
OSNews에서 편집 매니저인 Thom Holwerda가 독에 대한 몇 가지 이야기를 쓴 기사에 따르면 독이 양쪽으로 길어진다는 것과, 휴지통이 독에 등록되어 있다는 것, 그리고 고정된 라벨이 없다는 점에 대한 비판을 했다. 그는 또한 맥 OS X 10.5에 바뀐 모습에 대해서도 비판하였지만 그 부분은 설정에서 조절할 수 있다고 이야기했다.